# Race of Champions 1973
GP précédent GP suivant
La Race of Champions 1973 (VIII Daily Mail Race of Champions), disputée le 18 mars 1973 sur le tracé de Brands Hatch en Angleterre est la huitième édition de cette épreuve. Course hors-championnat du monde de Formule 1, elle est également ouverte aux monoplaces de Formule 5000. La course est remportée par Peter Gethin sur une Chevron de Formule 5000. 16 pilotes de F5000 et 13 pilotes de F1 étaient présents au départ.

## Course
| Pos.  | Pilote               | Écurie                   | Tours | Temps/Abandon     |
| ----- | -------------------- | ------------------------ | ----- | ----------------- |
| 1     | Peter Gethin         | Chevron-Chevrolet V8     | 40    | 57 min 22 s 9     |
| 2     | Denny Hulme          | McLaren-Cosworth V8      | 40    | + 30 s 5          |
| 3     | James Hunt           | Surtees-Cosworth V8      | 40    | + 32 s 0          |
| 4     | Tony Trimmer         | Iso-Marlboro-Cosworth V8 | 40    | + 1 tour          |
| 5     | Tony Dean            | Chevron-Chevrolet V8     | 39    | + 1 tour          |
| 6     | Jean-Pierre Beltoise | BRM-BRM V12              | 39    | + 1 tour          |
| 7     | Tom Belsø            | Lola-Chevrolet V8        | 39    | + 1 tour          |
| 8     | Ray Allen            | Surtees-Chevrolet V8     | 38    | + 2 tours         |
| 9     | Clive Santo          | Surtees-Chevrolet V8     | 38    | + 2 tours         |
| 10    | Ian Ashley           | Lola-Chevrolet V8        | 38    | + 2 tours         |
| 11    | Bob Brown            | Chevron-Chevrolet V8     | 38    | + 2 tours         |
| 12    | Gijs Van Lennep      | Lola-Chevrolet V8        | 37    | + 3 tours         |
| 13    | Jock Russell         | McRae-Chevrolet V8       | 36    | + 4 tours         |
| Abd.  | Mike Hailwood        | Surtees-Cosworth V8      | 35    | Accident          |
| Abd.  | Graham McRae         | McRae-Chevrolet V8       | 33    | Surchauffe        |
| Abd.  | Niki Lauda           | BRM-BRM V12              | 29    | Batterie          |
| Abd.  | Brett Lunger         | Lola-Chevrolet V8        | 29    | Surchauffe        |
| Abd.  | Vern Schuppan        | BRM-BRM V12              | 26    | Accident          |
| Abd.  | Jody Scheckter       | McLaren-Cosworth V8      | 22    | Accident          |
| Abd.  | Keith Holland        | Trojan-Chevrolet V8      | 21    | Aileron arrière   |
| Abd.  | Guy Edwards          | Lola-Chevrolet V8        | 18    | Fuite d'huile     |
| Abd.  | Ronnie Peterson      | Lotus-Cosworth V8        | 18    | Boîte de vitesses |
| Abd.  | Howden Ganley        | Iso-Marlboro-Cosworth V8 | 14    | Roue              |
| Abd.  | David Hobbs          | Lola-Chevrolet V8        | 13    | Differentiel      |
| Abd.  | Steve Thompson       | Chevron-Chevrolet V8     | 8     | Radiateur         |
| Abd.  | John Watson          | Brabham-Cosworth V8      | 7     | Accident          |
| Abd.  | Emerson Fittipaldi   | Lotus-Cosworth V8        | 2     | Alimentation      |
| Abd.  | Graham Hill          | Brabham-Cosworth V8      | 0     | Accident          |
| Abd.  | Teddy Pilette        | McLaren-Cosworth V8      | 0     | Accident          |
| Forf. | Carlos Pace          | Surtees-Cosworth V8      |       | Non participation |
| Forf. | Jackie Oliver        | Shadow-Cosworth V8       |       | Non participation |
| Forf. | George Follmer       | Shadow-Cosworth V8       |       | Non participation |
| Forf. | Rikky von Opel       | Ensign-Cosworth V8       |       | Non participation |

En italique les pilotes de F5000.

## Pole position et record du tour
- Pole position :  Jean-Pierre Beltoise (BRM) en 1 min 21 s 1 (vitesse moyenne : 189,313 km/h)[2].
- Meilleur tour en course :  Jean-Pierre Beltoise (BRM),  Niki Lauda (BRM),  Ronnie Peterson (Lotus-Cosworth) en 1 min 23 s 0 (vitesse moyenne : 184,979 km/h)[3].